# 浦河站
浦河站（日语：／ Urakawa eki */?）位於日本北海道浦河郡浦河町昌平町站通，是北海道旅客鐵道（JR北海道）日高本線上的站。電報略號是。以前是急行列車「襟裳」的停靠站。
町名來自所在地名，源自阿伊努語的「urar-pet」（有霧的河川）。

## 車站構造
側式月台1面1線的地面站。以前是相對式月台2面2線並建有一座天橋，但之後拆除了其中一線。
站房出入口並非面對於國道上，故由國道前往可利用天橋。
有站員駐守，營業時間為8:15 - 16:20（逢星期三、六及每月的第二及四個星期一的營業時間為12:00 - 16:20），但不進行剪票。
直到2021年3月31日為止，設有綠窗口，且因為沒有設置自動售票機，可利用綠窗口購買短距離的車票。

## 車站周邊
車站靠海側是填海造地的一部份，靠山側則是俗稱西伯利亞街道的舊國道。
在現在的國道與車站間尚存有部分防波堤的遺跡。
- 國道235號、國道236號
- 日高振興局廳舍
- 浦河町公所
- 浦河警察署
- 浦河郵局（與日本郵便苫小牧支店浦河集配中心併設）
- 日高信用金庫本店
- 北洋銀行浦河分店
- 日高東農業協同組合（JA日高東）本所
- 日高中央漁業協同組合本所
- 浦河町立堺町小學
- 浦河町立浦河第一中學
- 浦河簡易裁判所
- 浦河大壩
- 浦河神社
- JR北海道巴士、道南巴士「浦河站通」、「公所前」站牌

## 歷史
- 1935年（昭和10年）10月24日 - 設立。
- 1982年（昭和57年）12月15日 - 廢止貨物處理的業務。
- 1984年（昭和59年）2月1日 - 廢止行李處理的業務。
- 1987年（昭和62年）4月1日 - 國鐵分割民營化後成為北海道旅客鐵道（JR北海道）轄下的車站。
- 2015年（平成27年）1月8日：厚賀站 - 大狩部站之間路段因大浪受損而暫停行駛列車，由公車代替行駛[3]。
- 2021年（令和3年）
  - 3月31日 - 綠窗口最後一天營業[2]。
  - 4月1日 - 廢站[4]。

## 相鄰車站

### 廢止路線
北海道旅客鐵道（JR北海道）
日高本線
繪笛－浦河－東町

## 相關項目
- 日高本線
- 日本鐵路車站列表

## 外部連結
- （日語）全驛參觀之旅 （页面存档备份，存于）